# B3GAT1
B3GAT1 (англ. Beta-1,3-glucuronyltransferase 1) – білок, який кодується однойменним геном, розташованим у людей на короткому плечі 11-ї хромосоми. Довжина поліпептидного ланцюга білка становить 334 амінокислот, а молекулярна маса — 38 256.
| 10         |  | 20         |  | 30         |  | 40         |  | 50         |
| ---------- |  | ---------- |  | ---------- |  | ---------- |  | ---------- |
| MPKRRDILAI |  | VLIVLPWTLL |  | ITVWHQSTLA |  | PLLAVHKDEG |  | SDPRRETPPG |
| ADPREYCTSD |  | RDIVEVVRTE |  | YVYTRPPPWS |  | DTLPTIHVVT |  | PTYSRPVQKA |
| ELTRMANTLL |  | HVPNLHWLVV |  | EDAPRRTPLT |  | ARLLRDTGLN |  | YTHLHVETPR |
| NYKLRGDARD |  | PRIPRGTMQR |  | NLALRWLRET |  | FPRNSSQPGV |  | VYFADDDNTY |
| SLELFEEMRS |  | TRRVSVWPVA |  | FVGGLRYEAP |  | RVNGAGKVVG |  | WKTVFDPHRP |
| FAIDMAGFAV |  | NLRLILQRSQ |  | AYFKLRGVKG |  | GYQESSLLRE |  | LVTLNDLEPK |
| AANCTKILVW |  | HTRTEKPVLV |  | NEGKKGFTDP |  | SVEI       |  |            |

A: Аланін

C: Цистеїн

D: Аспарагінова кислота

E: Глутамінова кислота

F: Фенілаланін

G: Гліцин

H: Гістидин

I: Ізолейцин

K: Лізин

L: Лейцин

M: Метіонін

N: Аспарагін

P: Пролін

Q: Глутамін

R: Аргінін

S: Серин

T: Треонін

V: Валін

W: Триптофан

Кодований геном білок за функціями належить до трансфераз, фосфопротеїнів. 
Задіяний у такому біологічному процесі, як альтернативний сплайсинг. 
Білок має сайт для зв'язування з іонами металів, іоном марганцю. 
Локалізований у мембрані, ендоплазматичному ретикулумі, апараті гольджі.
Також секретований назовні.